# Західний Сибір
55°12′ пн. ш. 81°36′ сх. д. / 55.2° пн. ш. 81.6° сх. д.
Західний Сибір — частина Сибіру, розташована між Уральськими горами на заході та річкою Єнісей на сході.
Західний Сибір охоплює Кемеровську, Новосибірську, Омську, Томську, Тюменську області, Алтайський край, Республіку Алтай. До складу Тюменської області входять Ханти-Мансійський та Ямало-Ненецький
автономні округи.

## Економіка
Різноманітний природно-ресурсний потенціал забезпечує індустріально-аграрну спеціалізацію району. З мінеральних ресурсів у районі є паливно-енергетичні (нафта, газ, кам'яне вугілля, торф), рудні (залізні в Гірській Шорії, Кузнецькому Алатау, марганцеві, поліметалічні, титано-цинкові руди, нефеліни), будівельні матеріали. Район має значні водні та лісові ресурси.
Складні природні умови зумовили нерівномірність господарського освоєння території. Найкраще освоєні південні лісостепові та степові зони. Отут зосереджена велика частина міських поселень, найбільшими з яких є Новосибірськ, Омськ, Барнаул.
Основою економіки району є паливно-енергетичний комплекс (нафтова, газова, вугільна промисловість, теплоенергетика). У Кузбасі потужна металургійна база.
У районі дістало розвиток важке (енергетичне), гірниче, тракторне, судно- і верстатобудування, сільськогосподарське, точне, електро-, радіотехнічне машинобудування, устаткування для хімічної, лісової, деревообробної, легкої, харчової (борошномельно-
круп'яна, м'ясна, маслоробна) промисловості.
Сільське господарство має рослинницько-тваринницький напрям. Рослинництво спеціалізується на вирощуванні зернових (ярої пшениці, жита, ячменю), технічних культур (льону, соняшнику, цукрових буряків), картоплі, овочів. Тваринництво представлене молочним, м'ясним скотарством, свинарством, птахівництвом, вівчарством, оленярством.
Внутрішні зв'язки району забезпечуються усіма видами транспорту. Провідна роль належить залізничному. Потужні нафто- та газопроводи зв'язують Західний Сибір з країнами Європи та країнами-
сусідами. Район експортує продукцію паливно-енергетичного комплексу.